# Dolomedes noukhaiva
Dolomedes noukhaiva là một loài nhện trong họ Pisauridae.
Loài này thuộc chi Dolomedes. Dolomedes noukhaiva được Charles Athanase Walckenaer miêu tả năm 1847.